# Marian Janusz Kawałko
Marian Janusz Kawałko (ur. 25 marca 1947 w Rybiem, zm. 17 stycznia 2017 w Lublinie) – poeta, tłumacz, krytyk literacki, publicysta, naukowiec-regionalista, samorządowiec, sprawny organizator oświatowy o wielostronnych zainteresowaniach.

## Życiorys
Ukończył studia magisterskie w SGGW w Warszawie (praca magisterska nagrodzona nagrodą I stopnia Ministra Szkolnictwa Wyższego i Techniki – 1971).
Był wieloletnim nauczycielem w Zespole Szkół nr 5 oraz Dyrektorem Wojewódzkiego Ośrodka Dokształcania Zawodowego w Lublinie.
W latach 1994–1998 – pracował na stanowisku dyrektora Szkoły Podstawowej i Liceum Ogólnokształcącego przy Ambasadzie RP w Wiedniu. Przejmując szkołę po części skonfliktowaną z miejscową Polonią, doprowadził do jej silnego zintegrowania ze środowiskiem polonijnym (w roku szkolnym 1997/1998 z funduszy Rady Rodziców pokrywano 20% wydatków budżetowych szkoły). Ułożył interesującą współpracę z miejscowym Instytutem Kultury Polskiej i Stacją Polskiej Akademii Nauk, gdzie odbyło się kilka dużych uroczystości szkolnych.
W marcu 1995 r. podpisał – wspólnie z przedstawicielstwem Ambasady RP – z Dyrekcją Kolegium w Kalksburgu (dzielnica Wiednia) korzystną dla szkoły bezterminową umowę na wynajem pomieszczeń lekcyjnych i socjalnych (umowa obowiązuje do dzisiaj).
W Szkole Polskiej w Wiedniu zrealizował kilka dużych projektów, a m.in.:
- w maju 1995 zorganizował 3-dniowe uroczystości 15-lecia Szkoły Polskiej w Wiedniu (z udziałem Zespołu Harcerskiego „Wołosatki” z Kielc);
- w czerwcu 1996 r. odbyło się za jego staraniem i głównym udziałem nadanie Szkole Polskiej w Wiedniu imienia Jana III Sobieskiego oraz ufundowanie przez Radę Rodziców sztandaru dla szkoły;
- w czerwcu 1997 r. z okazji zakończenia roku szkolnego zorganizował występ artystów Piwnicy pod Baranami oraz Krzysztofa Kolbergera z poezją Czesława Miłosza;
- w czerwcu 1998 r. zorganizował w uroczystości 20-lecia polskiej edukacji publicznej w Wiedniu, połączone z organizacją blisko 3-godzinnego „Koncertu, jakiego nie było”, który prowadził i w którym wzięli udział wybitni polscy artyści operowi i muzyczni zatrudnieni w instytucjach kultury w Austrii.

Ponadto uczniowie szkoły brali często udział w imprezach literackich organizowanych przez Instytut Kultury Polskiej, sami też spotykali się z pisarzami z Polski zapraszanymi przez dyrektora do szkoły (m.in. z Wisławą Szymborską, Martą Fox, Józefem Baranem).
Nauczyciele uczestniczyli w posiedzeniach szkoleniowych rady pedagogicznej (w jednym z nich wzięła udział prof. Anna Kłakówna, autorka podręczników z języka polskiego dla starszych klas szkoły podstawowej, testowanych również przez nauczycieli polonistów w Szkole Polskiej).
Po powrocie do Polski w latach 1998–2000 ukończył z wyróżnieniem dwuletnie studia podyplomowe z geografii na Uniwersytecie Warszawskim.
W latach 2002–2003 odbył studia podyplomowe z zakresu zarządzania i administracji na Wydziale Prawa i Administracji UMCS w Lublinie, pisząc pracę podyplomową pt. „Organizacja polskiej oświaty publicznej za granicą w świetle przepisów prawa i w praktyce w latach 1944-2002”.
W roku 2009 w Instytucie Historii na Wydziale Humanistycznym UMCS w Lublinie obronił pracę doktorską pt. „Dzieje Rejowca i dóbr rejowieckich w latach 1531-1867”, w której dokonał szeregu sprostowań opinii i faktów oraz rewizji różnych poglądów na sprawy wyznaniowe, narodowościowe i gospodarcze, dotychczas funkcjonujących w historiografii polskiej. Dokonał także odkrycia wielu nowych wydarzeń, nie tylko o charakterze regionalnym. Nieco rozszerzona wersja tej pracy pt. „Rejowiec, jego okolice i właściciele w latach 1531-1869” miała 2 wydania (2010, 2011).
W latach 2010–2013 kierował Szkolnym Punktem Konsultacyjnym przy Ambasadzie RP w Berlinie, gdzie zorganizował obchody 40-lecia tej placówki oświatowej oraz usprawnił jej funkcjonowanie.
Autor szeregu artykułów naukowych oraz opracowania naukowego – „Księga miasta Pawłowa. Dokumenty sądu ławniczo-radzieckiego z lat 1546-1640” (Lublin 2011).
Członek ZLP od 1978 (w latach 1998–2006 wiceprezes i prezes oddziału ZLP w Lublinie), członek ZAiKS od 2007.
Inicjator i orędownik odzyskania przez Rejowiec praw miejskich, Pełnomocnik Marszałka Województwa Lubelskiego do spraw Kombatantów, członek Wojewódzkiego Komitetu Ochrony Pamięci Walk i Męczeństwa.
Od połowy lat sześćdziesiątych ubiegłego wieku zajmował się również pracą literacką.
Ważniejsze dokonania literackie
- „Matnia” (Wyd. Lub. 1974),
- „Moje wesołe miasteczko” (Czytelnik 1977 – nagroda literacka im. J. Czechowicza),
- „Korzec” (Wyd. Lub. 1986),
- „Ptak, pokrzyk i miłość” (Wyd. IBiS w Warszawie, 1994) – nagroda literacka „Głosu Nauczycielskiego”,
- „Zmienna ogniskowa” (Kraków 2002 – nagroda literacka im. A. Kamieńskiej, tomik dobrze oceniony przez Czesława Miłosza),
- „Osuwisko”. „Wiersze dawne i nowe” (wydanie jubileuszowe – Polihymia 2014),
- „Biały Kruk” – nagroda literacka im A. Kamieńskiej (Veda – 2015).
- współautor licznych antologii poetyckich,
- autor wielu recenzji i posłowi do zbiorów wierszy innych pisarzy,
- autor tekstów piosenek do muzyki Marka Andrzejewskiego (Lubelska Federacja Bardów), Piotra „Kuby” Kubowicza (Piwnica pod Baranami w Krakowie) i Macieja Turkowskiego (Siedlce) – wydane płyty z tekstami poetyckimi,
- praca przekładowa: poezja metafizyczna Rainera Marii Rilkego (przekłady posłużyły artystom z Piwnicy pod Baranami do stworzenia misterium granego na różnych scenach w Polsce oraz w Wiedniu)
- autor monodramu pt. „Ostatnia godzina” opartego na „Spowiedzi”, dziennikach i listach Lwa Tołstoja z tekstami własnych songów do muzyki Piotra „Kuby” Kubowicza z Piwnicy pod Baranam (sztuka grana była w Teatrze KTO w Krakowie w latach 2009-2010).
- monografia popularno-naukowa pt. „Historie ziołowe” (KAW 1986 ),

Stypendia i nagrody
- stypendysta stypendium MKiS im. Tadeusza Borowskiego
- laureat ponad 40 edycji najważniejszych ogólnopolskich konkursów poetyckich (w tym: Warszawskiej Jesieni Poezji, Festiwalu Poezji w Łodzi, Łódzkiej Wiosny Poetyckiej, Konkursu Poetyckiego im. Jana Śpiewaka w Świdwinie, Złotej Lampki Górniczej w Wałbrzychu, Konkursu Poetyckiego im. K. K. Baczyńskiego w Łodzi),

## Odznaczenia
- Odznaka „Zasłużony Działacz Kultury” (1970),
- Złoty Krzyż Zasługi (1980),
- Zasłużonemu dla Lublina (1984),
- Medal Komisji Edukacji Narodowej (1994),
- Odznaka Honorowa „Zasłużony dla Województwa Lubelskiego” (2007),
- Krzyż Kawalerski OOP (1998),
- Medal Wojewody Lubelskiego (2009)[6].